# استامپورز
استامپورز (به انگلیسی: Estampures) یک کمون (معادل بخش در تقسیمات کشوری ایران) که در اوت_پیرنه بخش در جنوب غربی فرانسه واقع است.